# Бельгия на зимних Олимпийских играх 1948
Бельгия принимала участие в Зимних Олимпийских играх 1948 года в Санкт-Морице (Швейцария) в пятый раз за свою историю. 

## Золото
- Фигурное катание — Мишлин Ланнуа, Пьер Бонье.

## Серебро
- Бобслей, мужчины — Макс Убен, Alfred Mansfeld, Луи-Жорж Ниль, Жак Муве.